# Thelyphonus linganus
Espèce
Synonymes
- Thelyphonus johorensis Oates, 1889

Thelyphonus linganus est une espèce d'uropyges de la famille des Thelyphonidae.

## Distribution
Cette espèce se rencontre en Indonésie à Sumatra, à Java et au Kalimantan, en Malaisie et à Singapour.

## Étymologie
Son nom d'espèce lui a été donné en référence au lieu de sa découverte, les îles Lingga.

## Publication originale
- (de) Carl Ludwig Koch, Die Arachniden : getreu nach der Natur abgebildet und beschrieben, vol. 10, Nuremberg, C. H. Zeh'schen Buchhandlung, 1843, 142 p. (lire en ligne), p. 31-32.